# Tsalendzjicha
Tsalendzjicha (Georgiska: წალენჯიხა) är en stad i regionen Megrelien-Övre Svanetien i nordvästra Georgien med 3 847 invånare (2014). Den är administrativt centrum för Tsalendzjichadistriktet.
Staden ligger vid floden Tjanistsqali. Historiskt har staden fungerat som ett residens för dadianifurstar av Megrelien och ett biskopsstiftssäte med den medeltida Tsalenjikhakatedralen.
"Tsalendzjicha" är ett sammansatt ortnamn, som på megreliska betyder "Chans fästning" eller "Den nedre fästningen".